# Annulobalcis
Annulobalcis is een geslacht van weekdieren uit de klasse van de Gastropoda (slakken).

## Soorten
- Annulobalcis albus Dgebuadze, Fedosov & Kantor, 2012
- Annulobalcis aurisflamma Simone & Martins, 1995
- Annulobalcis cicatricosa (Warén, 1981)
- Annulobalcis maculatus Dgebuadze, Fedosov & Kantor, 2012
- Annulobalcis marshalli Warén, 1981
- Annulobalcis pellucida (Turton, 1832)
- Annulobalcis procera Simone, 2002
- Annulobalcis shimazui Habe, 1965
- Annulobalcis vinarius Dgebuadze, Fedosov & Kantor, 2012
- Annulobalcis wareni Dgebuadze, Fedosov & Kantor, 2012
- Annulobalcis yamamotoi Habe, 1974